# ミロラド・パヴィチ

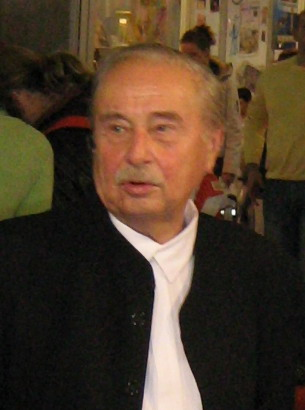
ミロラド・パヴィチ

ミロラド・パヴィチ（ラテン文字：Milorad Pavić、キリル文字：Милорад Павић、1929年10月15日 - 2009年11月30日）は、ユーゴスラビア・ベオグラード(現セルビア領)出身のセルビアの小説家。類のない仕掛けに富んだ幻想的な小説を発表した。また、詩人、散文作家、翻訳者、文学史研究家でもある。彼のおじ、ニコラ・パヴィチはkajkavian方言（クロアチア系）の作家。2009年11月30日、心臓麻痺により死去。81歳没。

## 概要
現在までに5冊の小説を書いており、英語をはじめ多数の言語に翻訳されている。しかし、多数の短編は翻訳されていない。また、戯曲を一つ書いている。
パヴィチの小説は、通常の小説のように初めから終わりまで通して読むようには書かれておらず、一冊一冊に様々な仕掛けが施されている。また、読者は著者パヴィチが勧めない読み方をすることもできる（なお、必ずしもパヴィチが読み方を勧めているとは限らない）。この仕組みのために、比類のない精緻な小説・作文技術が多用されている。
これらの作品群は、合わせて80種類以上の翻訳版が各言語で出版されている。日本語では小説3作品が出版されている。

## 小説
- 『ハザール事典―夢の狩人たちの物語 Dictionary Of The Khazars』
ハザール人についての事典の形をとっており、読者は最初から最後まで通して読むこともできるし、また、まるで事典を引くように、見出しから項目を引いて読むこともできる。巻末には索引まで付いている徹底ぶりである。男性版と女性版がある。
  - 『ハザール事典 夢の狩人たちの物語 男性版』 工藤幸雄訳、東京創元社、1993年、創元ライブラリ、2015年。ISBN 4488070752
  - 『ハザール事典 夢の狩人たちの物語 女性版』 工藤幸雄訳、東京創元社、1993年、創元ライブラリ、2015年。ISBN 4488070760
- 「Landscape Painted With Tea」　小説とクロスワードパズルを混ぜ合わせたもの。日本語版未出版。
- 『風の裏側―ヘーローとレアンドロスの物語 Inner Side Of The Wind - which tells the story of Hero and Leander』
17世紀の石工レアンドロスの物語と、現代の女子大生ヘーローの物語が、それぞれ本の両側から始まり、読者はどちらからでも読むことができる。本の真ん中には、何も書かれていない青いページがあるが、その意味は同名の人物が登場する古代ギリシャの悲恋物語を知っていれば理解でき、さらに趣が深まる
  - 『風の裏側』 青木純子訳、東京創元社、海外文学セレクション、1995年。ISBN 4488016065
- 『帝都最後の恋―占いのための手引き書 Last Love In Constantinople』
章番号の前にタロットカードの図柄が出ている。読者はタロットカード一組を用意して、それを併用して読むように勧められている。男性版と女性版がある。上記の「ハザール事典」各版ともに、ほんの一部しか違わないが、その違いは決定的かつ重要である。
  - 『帝都最後の恋』 三谷惠子訳、松籟社、東欧の想像力、2009年。ISBN 4879842699
- 「Unique Item」　100通りの違った結末が用意されており、読者はそれを選ぶことができる。日本語版未出版。
- 『十六の夢の物語　M・パヴィッチ幻想短編集』 三谷惠子訳、松籟社、2021年。ISBN 4879844136